# Waldburg (famiglia)
La casata di Waldburg è una famiglia comitale della Germania, la cui esistenza è documentata dal XII secolo e la cui origine risale al castello di Waldburg, situato nel territorio dell'omonimo comune nel circondario di Ravensburg (Baden-Württemberg).

## Storia

### Le origini
Il primo membro della famiglia noto alle cronache è Cono von Waldburg (riportato anche come Cuno o Kuno), abate dell'Abbazia di Weingarten dal 1108 alla sua morte avvenuta nel 1132. Fu autore del Commentarium agostinianum e forse anche della Genealogia Welforum, celebrativa della casata dei Welfen. Nell'anno 1123 viene fatta menzione anche di un Gebhard von Waldburg.
Heinrich (1140-1173) e Friedrich (1147-1183) von Waldburg erano forse figli di un fratello dell'abate Cono.
Friedrich, che morì nel 1183, ebbe due figli:
- Heinrich, che dal 1183 ebbe la carica di truchsess dal 1198 quella di truchsess del regno
- Federico, truchsess dal 1192 e truchsess del regno dal 1198 († 1198 ucciso in una ribellione a Viterbo)

Con la morte dei due, la casata più antica dei Waldburg si estinse nel 1210 in linea maschile.

### Il medioevo
La casata di Tanne succedette nei beni e nelle cariche dei primi Waldburg, coi quali probabilmente aveva legami di parentela dal momento che entrambi avevano prestato servizio presso la casata dei Welfen. Dopo la morte di Guelfo I di Toscana nel 1191 divennero ministeriali dei duchi Hohenstaufen.
Eberhard von Tanne-Waldburg (1170-1234) è considerato l'effettivo capostipite della successiva casata di Waldburg, che dal 1217 venne chiamata solo di Waldburg. Eberhard nel 1225 venne nominato truchsess del regno. Suo nipote era il coppiere Konrad von Winterstetten. Entrambi dal 1220 al 1225 ebbero il ruolo di tutori e consiglieri di Enrico VII. Nella stessa epoca le insegne reali erano custodite presso il castello di Waldburg.
Durante il regno dell'imperatore Federico II e dei suoi figli, le cronache riportano alcuni nomi di personalità legate a questa casata: due vescovi di Costanza, Eberhard II Truchsess von Waldburg, arcivescovo di Salisburgo 1200–1246, e conte di Regensberg 1269–1291, oltre ai vescovi di Bressanone, Strasburgo e Spira. La casata fornì anche diversi protonotai alla corte imperiale.
Attorno al 1214 ottennero il titolo di gastaldi del Sacro Romano Impero.
Dopo il declino della famiglia Hohenstaufen, la famiglia Waldburg riuscì ad affermarsi come famiglia nobile direttamente legata all'Impero, emancipandosi quindi da una casata di riferimento. Nel XIV secolo, i Waldburg si schierarono con Ludovico di Baviera e gli Asburgo, riuscendo ad ottenere il feudo di Isny, la signoria di Trauchburg e quella di Zeil, e nel 1406 anche le città di Menge, Munderkingen, Riedlingen, Saulgau e Waldsee. Il territorio dei Waldburg si accrebbe notevolmente nel corso del XIV secolo.
La casata di Waldburg partecipò con un contingente il 9 luglio 1386 alla battaglia di Sempach schierandosi con gli Asburgo; nello scontro morì Otto von Waldburg ed il suo stemma è presente nella cappella che ricorda l'evento.
Nel XV secolo, i rappresentanti della Casa di Waldburg furono spesso ufficiali giudiziari in Alta e Bassa Svevia.

### La divisione del 1429
Nel 1429 avvenne una importante divisione delle proprietà della casata che si divise in tre linee distinte. Johann II (o Hans II) lasciò infatti tre figli maschi alla sua morte nel 1424. Suo figlio Eberhard I (1424-1479) avviò la linea dei Waldburg-Sonnenberg (estintasi nel 1511). L'altro figlio Jakob (m. 1460) fu il capostipite della cosiddetta "linea giacobina" che possedette i feudi di Trauchburg, Kißlegg, Friedberg-Scheer e Dürmentingen (tale linea si estinse in Svevia nel 1772, mentre il ramo di Waldburg-Calpustigall, di fede protestante, si estinse nel 1875). Il terzo dei fratelli coinvolti nella divisione del 1429, Georg I († 1479), diede avvio a quella che è nota agli storici come "linea georgiana" (che nel 1595 si divise ulteriormente nelle linee di Zeil e Wolfegg).
- Eberhard I (1424–1479), I conte di Waldburg-Sonnenberg, sposò nel 1463 la contessa Cunegonda di Montfort
- Jakob (1424–1460), I conte di Waldburg-Trauchburg, sposò Magdalena von Hohenberg
- Georg I († 1467), I conte di Waldburg-Zeil, sposò Eva di Bickenbach

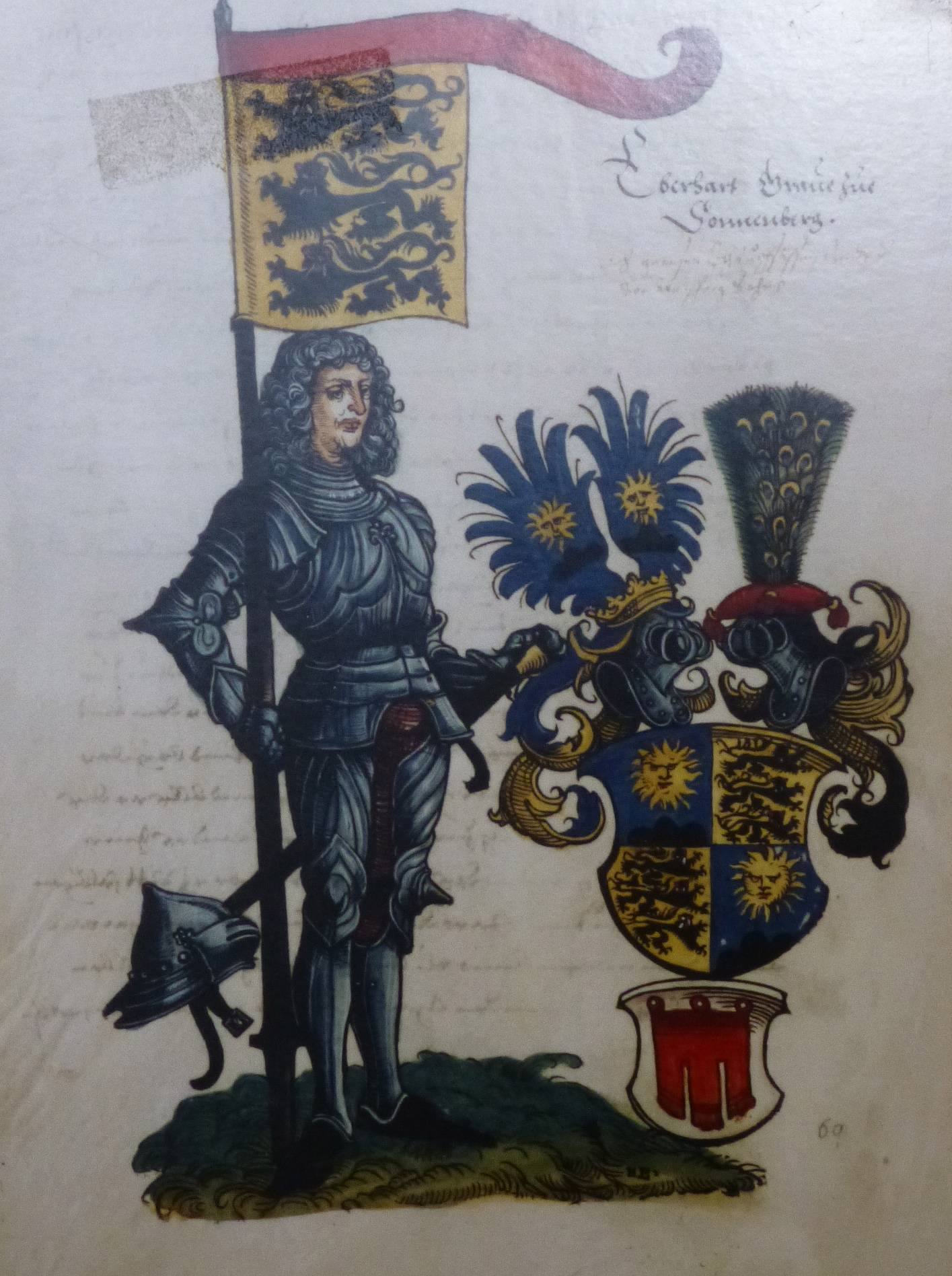
Eberhard I von Sonnenberg
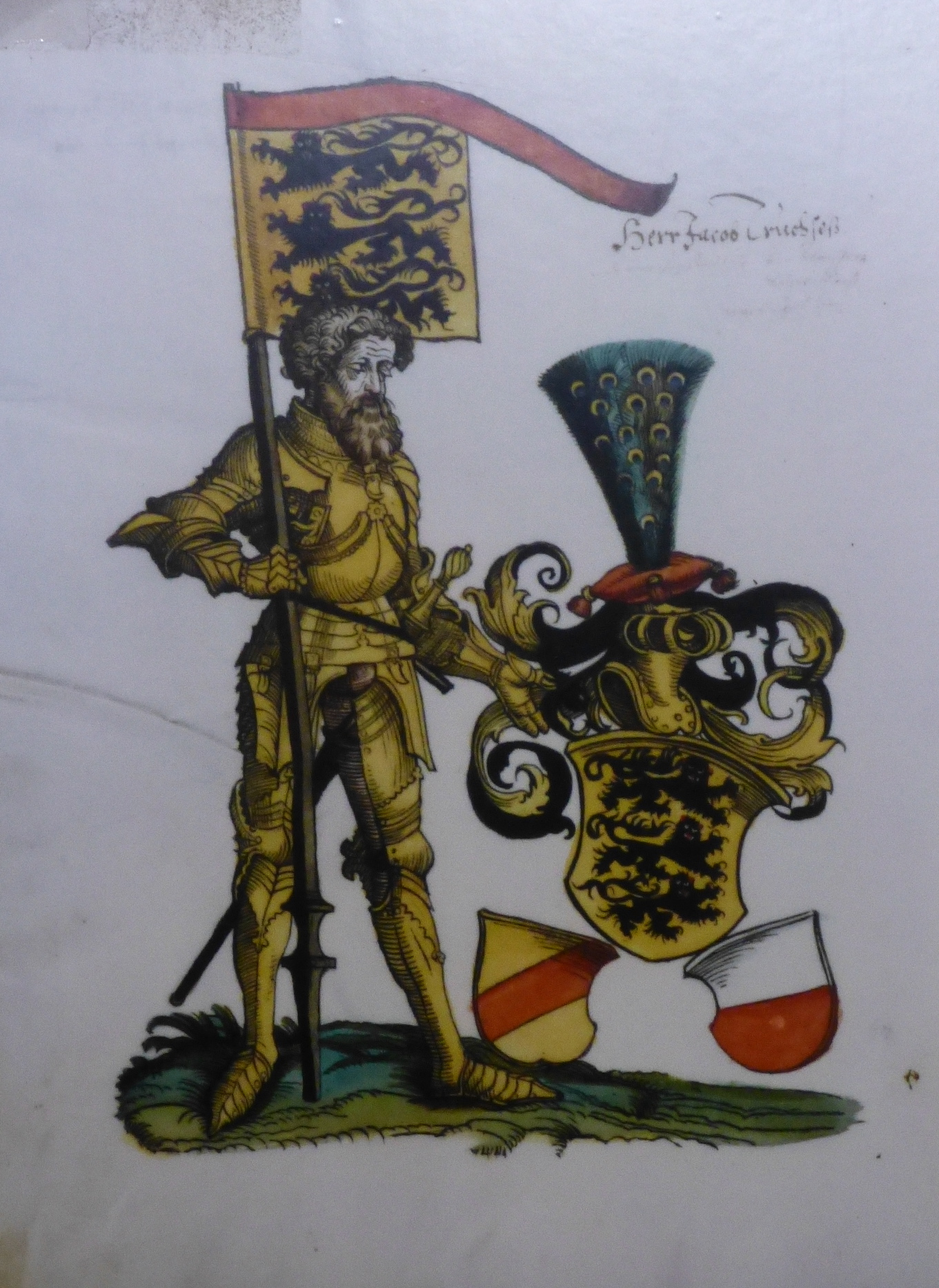
Jakob I von Waldburg-Trauchburg
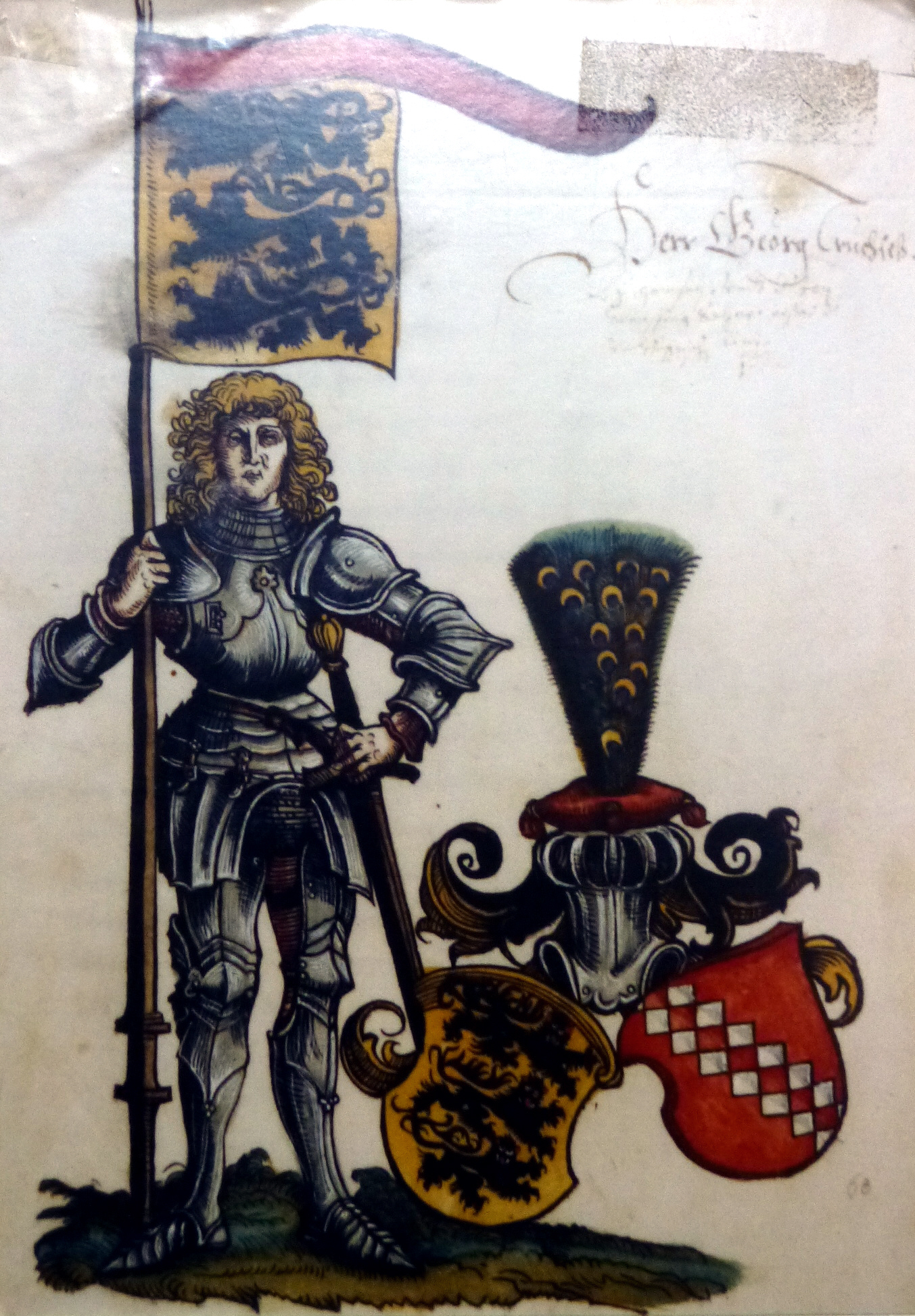
Georg I von Waldburg-Zeil

## Struttura del Casato
Per secoli la casata continuò a dividersi periodicamente o a unificarsi a seconda dei periodi secondo il seguente schema:
|                                        |                                              |                                              |                                                           |                                                           |                                                 |                                                 |                                             |                                             |                              |                                   |                                                                            |                                                                            |                                                 |                                                 |
|                                        |                                              |                                              |                                                           |                                                           | Waldburg                                        |                                                 |                                             |                                             |                              |                                   |                                                                            |                                                                            |                                                 |                                                 |
|                                        |                                              |                                              |                                                           |                                                           |                                                 |                                                 |                                             |                                             |                              |                                   |                                                                            |                                                                            |                                                 |                                                 |
|                                        |                                              |                                              |                                                           |                                                           |                                                 |                                                 |                                             |                                             |                              |                                   |                                                                            |                                                                            |                                                 |                                                 |
| Waldburg-Sonnenberg (estinta nel 1511) | Waldburg-Sonnenberg (estinta nel 1511)       | Linea giacobina (o Waldburg-Trauchburg)      | Linea giacobina (o Waldburg-Trauchburg)                   |                                                           |                                                 |                                                 |                                             |                                             |                              | Linea georgiana (o Waldburg-Zeil) | Linea georgiana (o Waldburg-Zeil)                                          |                                                                            |                                                 |                                                 |
|                                        |                                              |                                              |                                                           |                                                           |                                                 |                                                 |                                             |                                             |                              |                                   |                                                                            |                                                                            |                                                 |                                                 |
|                                        |                                              |                                              |                                                           |                                                           |                                                 |                                                 |                                             |                                             |                              |                                   |                                                                            |                                                                            |                                                 |                                                 |
|                                        | Waldburg-Capustigall (estinta nel 1745)      | Waldburg-Capustigall (estinta nel 1745)      | Waldburg-Trauchburg                                       | Waldburg-Trauchburg                                       |                                                 |                                                 |                                             | Waldburg-Wolfegg                            | Waldburg-Wolfegg             |                                   |                                                                            | Waldburg-Zeil                                                              | Waldburg-Zeil                                   |                                                 |
|                                        |                                              |                                              |                                                           |                                                           |                                                 |                                                 |                                             |                                             |                              |                                   |                                                                            |                                                                            |                                                 |                                                 |
|                                        |                                              |                                              |                                                           |                                                           |                                                 |                                                 |                                             |                                             |                              |                                   |                                                                            |                                                                            |                                                 |                                                 |
|                                        | Waldburg-Friedburg-Scheer (estinta nel 1717) | Waldburg-Friedburg-Scheer (estinta nel 1717) | Waldburg-Friedburg-Scheer-Dürmentingen (estinta nel 1764) | Waldburg-Friedburg-Scheer-Dürmentingen (estinta nel 1764) | Waldburg-Trauchburg-Kisslegg (estinta nel 1772) | Waldburg-Trauchburg-Kisslegg (estinta nel 1772) | Waldburg-Wolfegg-Wolfegg (estinta nel 1798) | Waldburg-Wolfegg-Wolfegg (estinta nel 1798) | Waldburg-Wolfegg-Waldsee     | Waldburg-Wolfegg-Waldsee          | Waldburg-Zeil-Zeil (diviene Waldburg-Zeil-Trauchburg nel 1772 per eredità) | Waldburg-Zeil-Zeil (diviene Waldburg-Zeil-Trauchburg nel 1772 per eredità) | Waldburg-Zeil-Wurzach                           | Waldburg-Zeil-Wurzach                           |
|                                        |                                              |                                              |                                                           |                                                           |                                                 |                                                 |                                             |                                             |                              |                                   |                                                                            |                                                                            |                                                 |                                                 |
|                                        |                                              |                                              |                                                           |                                                           |                                                 |                                                 |                                             |                                             |                              |                                   |                                                                            |                                                                            |                                                 |                                                 |
|                                        |                                              |                                              |                                                           |                                                           |                                                 |                                                 |                                             |                                             | Principi di Waldburg-Waldsee | Principi di Waldburg-Waldsee      | Principi di Waldburg-Zeil                                                  | Principi di Waldburg-Zeil                                                  | Principi di Waldburg-Wurzach (estinta nel 1903) | Principi di Waldburg-Wurzach (estinta nel 1903) |